# Bailar
Bailar (Spaans voor dansen) is een nummer van de Mexiaans-Amerikaanse dj Deorro uit 2016, ingezongen door de Puerto Ricaans-Amerikaanse zanger Elvis Crespo.
Ondanks dat het Spaanstalige, dansbare zomernummer in Noord-Amerika niet aansloeg, werd het dé zomerhit van 2016 in West-Europa. In de Nederlandse Top 40 haalde het nummer de 3e positie, en in de Vlaamse Ultratop 50 de 17e.